# (4587) Rees
(4587) Rees ist ein am 30. September 1973 entdeckter Asteroid des Amor-Typs. Der Asteroid wurde am Palomar-Observatorium von Cornelis Johannes van Houten, Ingrid van Houten-Groeneveld und Tom Gehrels entdeckt. 
Der Asteroid wurde zu Ehren von Sir Martin Rees nach diesem benannt. Der Name wurde von Jan Hendrik Oort vorgeschlagen.